# Rosalía Polizzi
Rosalía Polizzi (* 1934 in Buenos Aires; † 25. Oktober 2011 ebenda) war eine italienisch-argentinische Dokumentarfilmerin.

## Leben
Die Tochter eines Sizilianers und einer Spanierin ging nach ihrer Studienzeit (Abschlüsse am „Conservatorio nazionale di musica e arte drammatica“) durch ein Stipendium der „Società Dante Alighieri“ ins Heimatland ihres Vaters, wo sie ab 1961 Jahren am Centro Sperimentale di Cinematografia studierte und als Assistentin von Franco Rossi wirkte. Ab 1965 betätigte sie sich für die RAI, für die sie zahlreiche naturwissenschaftliche Beiträge (z. B. für „Enciclopedia della Natura“ oder „Habitat“) fertigte und für Spielfilme als Skriptgirl tätig war. Von 1966 an wandte sie sich großenteils sozialen Themen zu, beschäftigte sich mit Problemen der Arbeiter und der Frauen; 1989 inszenierte sie am Theater Ardente pazienza nach dem Stück von Antonio Skármeta. 1994 debütierte sie als Spielfilmregisseurin mit Anni ribelli, mit autobiografischen Zügen in Buenos Aires gedreht und bei den Festspielen von Venedig gezeigt. 2001 folgte Riconciliati. Etliche ihrer späteren dokumentarischen Werke thematisierten die Emigration: Cartoline dall'Argentina, Non dimenticare Buenos Aires, Testimoni numero uno.

## Filmografie
- 1994: Anni ribelli
- 2001: Riconciliati